# Phare du port de Stonington

Le phare du port de Stonington (en anglais : Stonington Harbor Light), est un phare situé sur le côté est du port de Stonington dans le Comté de New London, Connecticut. C'est un exemple bien conservé d'un phare en pierre du milieu du XIXe siècle. La lumière a été mise hors service en 1889 et sert maintenant de musée d'histoire locale.
Ce phare est inscrit au Registre national des lieux historiques depuis le 1er janvier 1976 sous le n° 7600200.

## Historique
Le feu du port de Stonington est situé à l'extrémité sud de Stonington Point, marquant le côté est du port de Stonington. Le phare se compose de la tour et de la maison du gardien. Les deux bâtiments ont été construits en gros blocs de granit, et la maison du gardien a une aile à ossature de bois.
Le gouvernement fédéral avait construit un phare à Windmill Point dans le port de Stonington en 1824. Cependant, l'érosion a entraîné sa démolition et la réutilisation de ses matériaux dans la construction de ce phare. La lumière était à l'origine éclairée par une lampe à huile et diffusée par huit réflecteurs paraboliques. Cette technologie était déjà obsolète au moment de la construction du phare, et elle a été remplacée par une lentille de Fresnel de sixième ordre en 1856.
Dans les années 1880, le feu de brise-lames de Stonington a été construit plus loin dans le port, et le feu de port de Stonington a été mis hors service en 1889. Le site est maintenant la maison de la Société historique de Stonington qui utilise le bâtiment comme The Old Lighthouse Museum. Les collections du musée documentent la longue et distinguée histoire culturelle et nautique de la région, et les expositions incluent la lentille de Fresnel de 1856. Le site est ouvert du jeudi au dimanche de début mai au début juin et tous les jours sauf le mercredi de juin à octobre.

## Description
Le phare est une tour octogonale en granit, avec galerie et lanterne, de 11 m de haut, attachée à une maison de gardien en granit. Le bâtiment est non peint et la lanterne circulaire est grise.
Identifiant : ARLHS : USA-813 ; USCG :  1-25195.

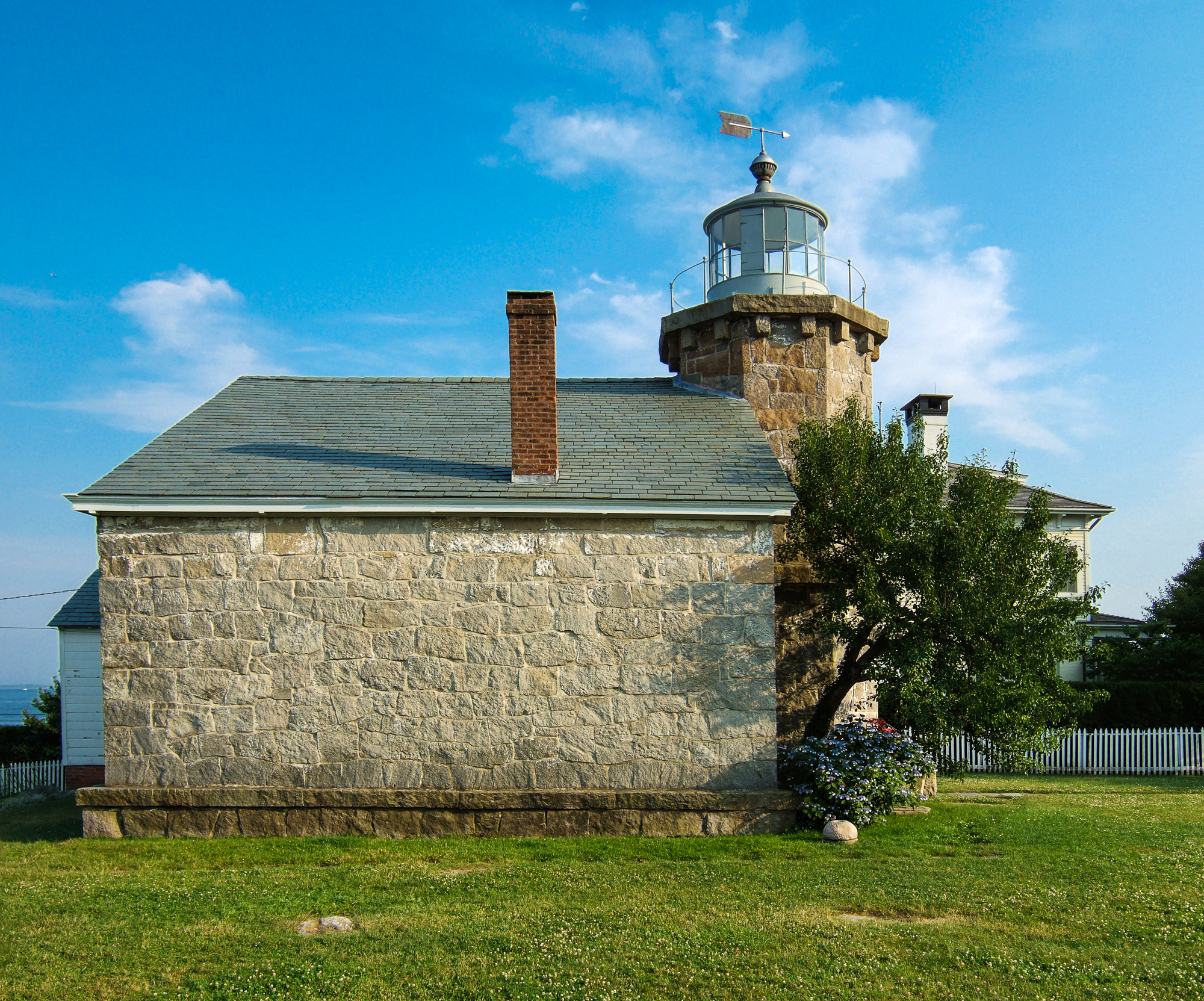
Le phare
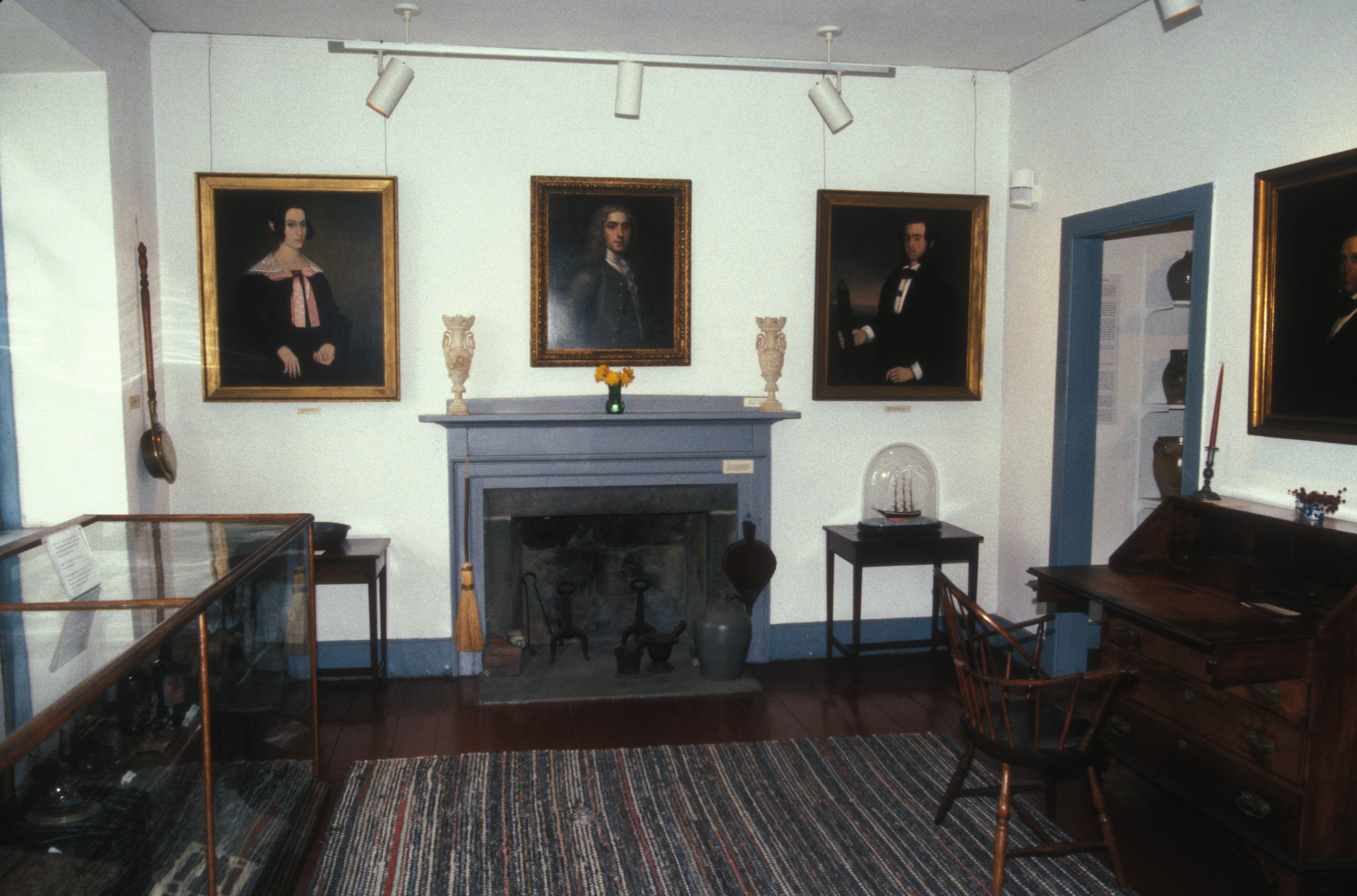
Intérieur du musée

### Lien connexe
- Liste des phares du Connecticut